# Lucky Jones
Lucious L. "Lucky" Jones (Newark, Nueva Jersey, 22 de abril de 1993) es un jugador de baloncesto estadounidense que actualmente se encuentra sin equipo. Con 1,98 metros de estatura, juega en la posición de escolta y alero.

## Trayectoria deportiva

### Universidad
Jugó durante cuatro temporadas con los Colonials de la Universidad Robert Morris, en las que promedió 12,0 puntos, 6,2 rebotes, 1,4 asistencias y 1,3 robos de balón por partido. Fue incluido en el mejor quinteto de novatos la Northeast Conference en 2012, en el tercer quinteto absoluto en 2013, y en el segundo en sus dos últimas temporadas. Acabó su carrera como máximo reboteador de la historia de su universidad, al capturar 846 rechaces. Posee también el récord de más victorias vistiendo la camiseta de los Colonials, con 92 triunfos en 136 encuentros.

### Profesional
Tras no ser elegido en el Draft de la NBA de 2015, el 7 de julio fichó por el Liege Basket de la liga belga, donde jugó una temporada en la que promedió 14,3 puntos y 5,2 rebotes por partido.
El 5 de julio de 2016 fichó por el Hyeres-Toulon de la Pro A francesa, pero fue despedido el 2 de enero de 2017, tras once partidos disputados, en los que había promediado 5,8 puntos y 4,1 rebotes. Sólo dos días más tarde firmó contrato con el ASP Promitheas Patras de la liga griega.